# Shahrestān-e Ārān va Bīdgol
Shahrestān-e Ārān va Bīdgol (persiska: شهرستان آران و بيدگل, آران و بيدگل) är en delprovins (shahrestan) i Iran.   Den ligger i provinsen Esfahan, i den centrala delen av landet, 180 km söder om huvudstaden Teheran.
Delprovinsen hade 103 517 invånare 2016.